# Flaviviride
Flaviviridele (Flaviviridae) sunt o familie de virusuri anvelopate de formă sferică, cu genom ARN monocatenar liniar, de sens pozitiv, formată din 4 genuri: Flavivirus, Pestivirus, Hepacivirus și Pegivirus, multe din ele fiind patogene pentru animale și om,  provocând un spectru variat de boli: encefalite, encefalomielite, meningoencefalite, febre hemoragice, boli febrile eruptive, hepatita C, afecțiuni articulare cu rash etc. Nu sunt rare nici infecțiile asimptomatice. Virionii sunt sferici, au 40-60 nm în diametru, cu un înveliș lipidic. Nucleocapsida, de formă sferică, este constituită după o simetrie icosaedrică. Genomul este format dintr-o singură moleculă lineară de ARN, monocatenară, de sens pozitiv, având  o lungime de 9-13 Kb. Proteinele structurale sunt codificate la capătul 5', iar proteinele nestructurale la capătul 3' al genomului. Cu excepția câtorva flavivirusuri transmise de căpușe, nu au secvența poli A (rezidii de acid adenilic) la capătul 3' al genomului. Proprietățile biologice ale diferitelor virusuri din familia flaviviridelor variază foarte mult. Multe virusuri din genul Flavivirus sunt transmise de artropode hematofage (țânțari, căpușe) fiind incluse în arbovirusuri. Denumirea familiei derivă de la cuvântul latin flavus (galben), asociat cu febra galbenă determinată de virusul amaril, specie prototip a familiei.